# 관성항법장치

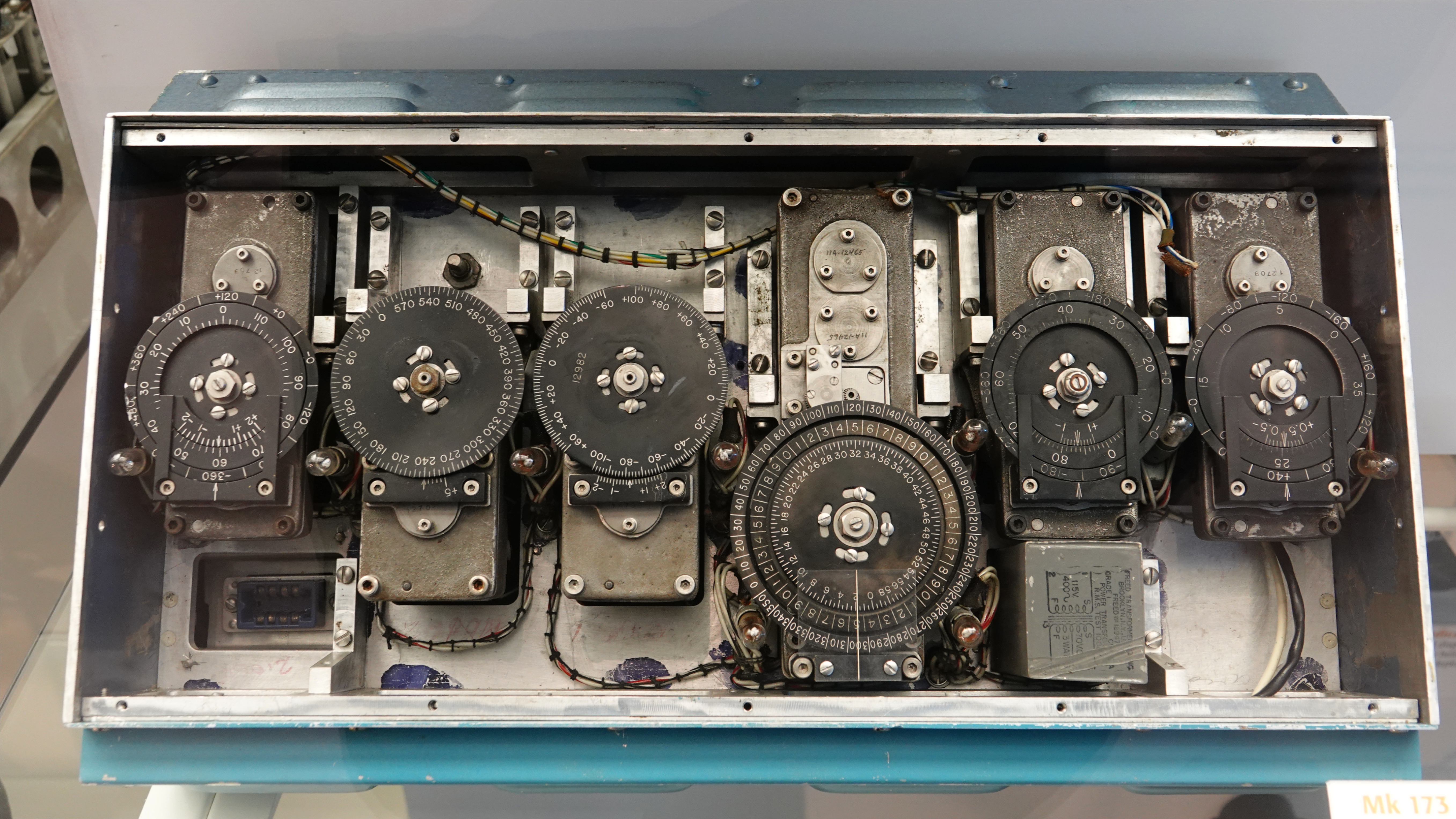
1950년대에 MIT에서 개발한 관성항법장치.

관성항법장치(慣性航法装置, 영어: Inertial Navigation System, INS)는 잠수함, 항공기, 미사일 등에 장착하여 자기의 위치를 감지하여 목적지까지 유도하기 위한 장치이다.
동작원리는 자이로스코프에서 방위 기준을 정하고, 가속도계를 이용하여 이동 변위를 구한다. 처음 있던 위치를 입력하면 이동해도 자기의 위치와 속도를 항상 계산해 파악할 수 있다. 악천후나 전파 방해의 영향을 받지 않는다고 하는 장점을 가지지만 긴 거리를 이동하면 오차가 누적되어 커지므로 GPS나 능동 레이다 유도 등에 의한 보정을 더해 사용하는 것이 보통이다.

## 같이 보기
- GPS(위성항법장치)
- 회전 나침반
- 회전의